# 阿維斯帕峰
01°20′10″N 65°52′44″W / 1.33611°N 65.87889°W
阿維斯帕峰（西班牙語：Cerro Avispa），是委內瑞拉的山峰，位於該國南部亞馬遜州，處於阿拉卡穆尼峰以南和內布利納峰以北，該山峰海拔高度約1,600米。